# Winthrop (Maine)
Winthrop es un pueblo ubicado en el condado de Kennebec en el estado estadounidense de Maine. En el Censo de 2010 tenía una población de 6.092 habitantes y una densidad poblacional de 62,07 personas por km².

## Geografía
Winthrop se encuentra ubicado en las coordenadas 44°18′36″N 69°57′47″O / 44.31000, -69.96306. Según la Oficina del Censo de los Estados Unidos, Winthrop tiene una superficie total de 98.15 km², de la cual 80.86 km² corresponden a tierra firme y (17.62%) 17.29 km² es agua.

## Demografía
Según el censo de 2010, había 6.092 personas residiendo en Winthrop. La densidad de población era de 62,07 hab./km². De los 6.092 habitantes, Winthrop estaba compuesto por el 97.6% blancos, el 0.3% eran afroamericanos, el 0.16% eran amerindios, el 0.28% eran asiáticos, el 0% eran isleños del Pacífico, el 0.23% eran de otras razas y el 1.43% pertenecían a dos o más razas. Del total de la población el 0.95% eran hispanos o latinos de cualquier raza.